# Елъри Куин
 Тази статия е за авторите Даниъл Натан и Манфред Лий, пишещи под псевдонима Елъри Куин.  За други автори използвали същия псевдоним вижте Елъри Куин (пояснение).  
Елъри Куин (на английски: Ellery Queen) е общ творчески псевдоним на двамата американски писатели, братовчедите от еврейски произход Даниъл Натан и Манфред Лий, автори на криминални романи.
Основният герой в техните романи също се казва Елъри Куин. Той е писател на криминалета и любител детектив, който помага на баща си, полицейски инспектор в Ню Йорк, при решаване на озадачаващи убийства.
Двамата автори предоставят този псевдоним и на други писатели, а самите те използват и псевдонима Барнаби Рос (на английски: Barnaby Ross) в ранното си творчество.

## Даниъл Натан
Даниъл Натан (на английски: Daniel Nathan) е американски писател на криминални романи. Пише под псевдонима Фред Дъней (на английски: Frederic Dannay), Елъри Куин и Барнаби Рос.
Роден е на 20 октомври 1905 г. в Бруклин, Ню Йорк, САЩ. Учи в Мъжката гимназия в Бруклин. Завършва Университета на Ню Йорк с бакалавърска степен през 1925 г.
През 1920-те години работи като писател и художествен директор на рекламна агенция в Ню Йорк. След успеха на писателския тандем с Манфред Лий, от 1931 г. се посвещава на писателската си кариера.
Бил е женен три пъти: през 1926 г. с Мария Бек (починала), с която имат двама сина, през 1947 г. с Хилда Визентал (починала през 1972 г.), с която имат един син, и през 1975 г. с Роуз Копел.
Даниъл Натан умира на 3 септември 1982 г. Уайт Плейнс, щат Ню Йорк, САЩ.

## Манфорд Леповски
Манфорд Емануел Леповски (на английски: Manford Lepofsky) е американски писател на криминални романи. Пише под псевдонима Манфред Лий (на английски: Manfred Lee), Елъри Куин и Барнаби Рос. Има и творческият прякор Мани. Впоследствие приема като законно името Манфред Лий.
Роден е на 11 януари 1905 г. в Бруклин, Ню Йорк, САЩ, в семейството на Бенджамин и Ребека Леповски. Учи в Мъжката гимназия в Бруклин. Завършва Университета на Ню Йорк с бакалавърска степен по музика през 1925 г.
В периода 1925 – 1931 г. работи за различни филмови кампании като рекламен агент и копирайтър. След успеха на писателския тандем с Даниъл Натан от 1931 г. се посвещава на писателската си кариера. В периода 1933/1934 г. заедно с Натан, а в периода 1961/1962 г. прави поредица лекционни обиколки. В периода 1957/1958 г. за кратко е мирови съдия в Роксбъри, Кънектикът, а от 1958 г. до смъртта си е в борда на Библиотеката на Роксбъри.
През 1927 г. се жени за Бети Милър, а през 1942 г. се жени за радио-актрисата Катрин Бринкър. Има многолюдно семейство с много деца – Аня Л. Кълъджиян, Джаклин Л. Стейнфийлд, Патриша Л. Колдуел, Кристофър Ребека (дъщеря), Антъни Джоузеф, Манфред Б.-младши, Ранд Б., Джефри Р.
Съосновател и съпредседател заедно с Даниъл Натан на Асоциацията на писателите на криминални романи на Америка. Носител е на множество национални и международни награди.
Манфорд Леповски умира от инфаркт на 3 април 1971 г. в Роксбъри, Кънектикът.

## Съвместно творчество
Съвместната им работа започва през 1928 г. във връзка с обявен конкурс и щедра награда за криминален разказ. Двамата печелят конкурса, но преди да обявят резултатите списанието е купено от техните конкуренти. На следваща година компанията „Фредерик А. Стоукс“, издателство съфинансиращо конкурса, издава романа им „The Roman Hat Mystery“, с който започват приключенията на детектива Елъри Куин.
Детектив Елъри Куин, основен персонаж в 33 романа и много разкази на авторите, става един от най-популярните герои в американската литература от края на 1920-те до 1940-те години през Златната ера на детективските романи.
В периода 1932/1933 г. писателите публикуват под псевдонима Барнаби Рос поредицата си от криминални романи с главен герой детектива-аматьор Дръри Лейн, бивш шекспиров актьор, който се е оттеглил от театъра поради настъпила глухота. Те са написани в под-жанра на съспенс романите – „мистерията на заключената стая“.
Двамата писатели се считат за изтъкнати историци в областта на криминалната литература. Антологията им „101 Years' Entertainment: The Great Detective Stories, 1841 – 1941“ е издавана в продължение на дълги години. Автори са на редица сборници и антологии за криминални разкази и повести, включващи и нови истории за Шерлок Холмс.
За произведенията си писателите са удостоени със 7 награди „Едгар“, а през 1961 г. получават и наградата „Велик магистър“ от Асоциацията на писателите на криминални романи на Америка. Романите им са издадени в над 100 милиона екземпляра по целия свят.
Двамата писатели основават през 1941 г. и редактират списание „Ellery Queen Mistery Magazine“ (EQMM), което съществува повече от 60 години и се счита за едно от най-влиятелните издания на английски език. В него са публикувани произведения на много известни писатели, автори на криминални истории.
През 1940 г. „Кълъмбия Пикчърс“ започва екранизирането на книгите за Елъри Куин и с това го превръща в един от най-филмираните автори на криминални романи. Създателите на героя Елъри Куин, имащи добър опит в рекламата, организират шоуто „Приключенията на Елъри Куин“, излъчвано под една или друга форма по най-слушаните радиостанции в Америка. В продължение на 9 години радио-шоуто е най-предпочитаното седмично радиопредаване, а през 1946 г. те получават награда за най-добра радио драма.

## Произведения

### Самостоятелни романи
- The Roman Hat Mystery (1929)
- The French Powder Mystery (1930)
- The Dutch Shoe Mystery (1931)
Случаят с холандската обувка, изд.: ИК „Хермес“, Пловдив (2003), прев. Иван Атанасов
- The Egyptian Cross Mystery (1932)
- The Greek Coffin Mystery (1932)
- The American Gun Mystery (1933) – издадена и като „Death At the Rodeo“
- The Siamese Twin Mystery (1933)
Случаят със сиамските близнаци, изд.: ИК „Хермес“, Пловдив (2002), прев. Атанас Забуртов
- The Chinese Orange Mystery (1934)
- The Lamp of God (1935)
- The Spanish Cape Mystery (1935)
- Halfway House (1936)
Къща насред път, изд.: „Народна култура“, София (1989), прев. Георги Даскалов, Здравко Йорданов
- The Door Between (1937)
- The Four of Hearts (1938)
Четворка купа, изд.: „Народна култура“, София (1989), прев. Георги Даскалов, Здравко Йорданов
- The Devil to Pay (1938)
- The Dragon's Teeth (1939) – издадена и като „The Virgin Heiresses“
- Calamity Town (1942)
Прокълнатият град, изд. „Периодика“ (1993), прев. Галина Спасова
Град-беля, изд.: ИК „Хермес“, Пловдив (2000), прев. Васил Дудеков-Кършев
- There Was an Old Woman (1943) – издадена и като „The Quick And the Dead“
- The Murderer Is a Fox (1945)
- Ten Day's Wonder (1948)
- Cat of Many Tails (1949)
- Double, Double (1950) – издадена и като „The Case of the Seven Murders“
- The Origin of Evil (1951)
- The King Is Dead (1952)
- The Golden Summer (1953)
- The Scarlet Letters (1953)
- The Glass Village (1954)
- Inspector Queen's Own Case (1956)
- The Finishing Stroke (1958)
Последният удар, изд.: ИК „Компас“, Варна (1993), прев. Здравко Добрев
- Murder with a Past (1963)
- The Player On The Other Side (1963) – награда за най-добър роман
- And on the Eighth Day (1964) – с Аврам Дейвидсън
- The Fourth Side of the Triangle (1965) – с Аврам Дейвидсън
- The Copper Frame (1965)
- The Killer Touch (1965)
Вържи звяра, изд. „Атика“ (1993), прев. Николай Киров
- A Room to Die In (1965)
- The Devil's Cook (1966)
- A Study in Terror (1966) – с герои Елъри Куин и Шерлок Холмс
- Face to Face (1967)
Лице в лице, изд.: ИК „Хермес“, Пловдив (2001), прев. Васил Дудеков-Кършев
- Sherlock Holmes Versus Jack the Ripper (1967)
- The House of Brass (1968)
- Cop Out (1969)
- The Last Woman in His Life (1970)
- A Fine and Private Place (1971)

### Сборници
- The Adventures of Ellery Queen (1934)
- The New Adventures of Ellery Queen (1940)
- The Misadventures of Sherlock Holmes (1944) – с други автори
- Calendar of Crime (1952)
- QBI: Queen's Bureau of Investigation (1955)
- Queen's Full (1965)
- QED: Queen's Experiment in Detection (1968)
- The Best of Ellery Queen (1983)
- The Tragedy of Errors (1999)

### Документалистика
- 101 Years' Entertainment: The Great Detective Stories, 1841 – 1941

### Екранизации
- 1935 The Spanish Cape Mystery – с участието на Доналд Кук
- 1936 The Mandarin Mystery – с участието на Еди Куилан
- 1940 Ellery Queen, Master Detective – с участието на Ралф Белами
- 1941 Ellery Queen and the Murder Ring – с участието на Ралф Белами
- 1941 Ellery Queen and the Perfect Crime
- 1941 Ellery Queen's Penthouse Mystery
- 1942 A Close Call for Ellery Queen – с участието на Уилям Гаргън
- 1942 A Desperate Chance for Ellery Queen
- 1942 Enemy Agents Meet Ellery Queen
- 1950 – 1952 The Adventures of Ellery Queen – ТВ сериал, с участието на Ли Боуман
- 1958 – 1959 The Further Adventures of Ellery Queen – ТВ сериал, с участието на Джордж Нейдър и Лий Филипс
- 1971 Ellery Queen: Don't Look Behind You – с участието на Питър Лоуфорд
- 1975 – 1976 Ellery Queen – ТВ сериал, с участието на Джим Хътън

### Като Барнаби Рос

#### Серия „Дръри Лейн“ (Drury Lane)
1. The Tragedy of X (1932)
2. The Tragedy of Y (1932)
3. The Tragedy of Z (1933)
4. Drury Lane's Last Case (1933)